# Serjania grandiceps
Serjania grandiceps är en kinesträdsväxtart som beskrevs av Ludwig Radlkofer. Serjania grandiceps ingår i släktet Serjania och familjen kinesträdsväxter. Inga underarter finns listade i Catalogue of Life.